# Buildwise
Buildwise, anciennement connu sous le nom de Centre scientifique et technique de la construction, est une institution de recherche privée belge reconnue en application de l’arrêté-loi du 30 janvier 1947.  
Buildwise a pour mission d'inspirer et d'aider ses plus de 120 000 membres du secteur de la construction à relever les défis technologiques, économiques et environnementaux. 
Cet arrêté-loi, qui porte le nom du ministre des Affaires économiques de l'époque, vise spécifiquement à promouvoir la recherche appliquée dans le secteur, afin d'améliorer la compétitivité de ce dernier. En application de la loi, Buildwise est financé principalement par les redevances de ses membres ressortissants, soit les 70 000 entreprises de construction belges représentant tous les métiers de la construction et notamment les entrepreneurs généraux, menuisiers, vitriers, plombiers, couvreurs, parqueteurs, plafonneurs, peintres, etc. dont la plupart sont des PME.

## Missions
Conformément à ses statuts, Buildwise poursuit trois grandes missions:
- mener des recherches scientifiques et techniques au profit de ses membres
- fournir des informations, une assistance et des conseils techniques à ses membres
- contribuer en général à l'innovation et au développement dans le secteur de la construction, en particulier en effectuant des recherches sous contrat, à la demande du secteur et des pouvoirs publics

Pour remplir ces missions, Buildwise table sur un personnel d'environ 300 personnes (2024).

## Liens
- Le site de Buildwise